# Eumenes II.

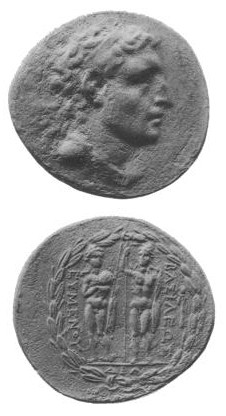
Münze des Eumenes II.

Eumenes II. (altgriechisch Εὐμένης Euménēs; * vor 221 v. Chr.; † 158 v. Chr.) war von 197 v. Chr. bis zu seinem Tod König von Pergamon aus dem Geschlecht der Attaliden. Als Bundesgenosse unterstützte er das Römische Reich im Krieg gegen den Seleukidenkönig Antiochos III. und erhielt im Frieden von Apameia 188 v. Chr. fast das gesamte seleukidische Kleinasien bis zum Taurus. Dies bedeutete eine starke territoriale Erweiterung des Pergamenischen Reichs. Im Krieg gegen die Galater und König Prusias I. von Bithynien (188–183 v. Chr.) konnte Eumenes II. seine Machtstellung mit römischer Hilfe behaupten. Auch im Dritten Römisch-Makedonischen Krieg (171–168 v. Chr.) kämpfte er auf römischer Seite gegen den Makedonenkönig Perseus. Dennoch entzweite er sich mit den Römern, die ihn gegen seine Brüder auszuspielen versuchten, was an deren innerfamiliärer Loyalität scheiterte.
Unter Eumenes II. erlebte das Pergamenische Reich eine Blütezeit. Pergamon entwickelte sich zu einem Kulturzentrum der hellenistischen Welt und war Sitz einer bedeutenden Bibliothek; Eumenes II. ordnete den Bau des monumentalen Pergamonaltars an, stiftete das Siegesfest der Nikephoria und trat als Förderer der griechischen Kultur durch Stiftungen an Athen, Delphi und Rhodos auf.

## Leben

### Abstammung und frühe Regierungszeit
Eumenes II. war der älteste Sohn des Attalos I. und der Apollonis. Seine Brüder waren Attalos II., der ihm 158 v. Chr. in der Herrschaft folgen sollte, sowie Athenaios und Philetairos. Sein Vater Attalos I. schloss als Erster seiner Dynastie ein Bündnis mit den Römern, kämpfte mit ihnen gegen König Philipp V. von Makedonien und erreichte hierbei territoriale Erweiterungen seines Reichs. 197 v. Chr. wurde Eumenes II. Koregent seines Vaters, übernahm nach dessen baldigem Tod die Alleinherrschaft und setzte die romfreundliche Politik seines Vaters fort. Er trat auch für die Freiheit der Griechen ein und wurde stets von seinem Bruder Attalos energisch unterstützt. Nach der Niederlage Philipps V. in der Schlacht von Kynoskephalai (Juni 197 v. Chr.) drohte Eumenes II. neue Gefahr vom Seleukidenkönig Antiochos III., der den Thronwechsel im Pergamenischen Reich nutzte, um die von Attalos I. erworbenen ionischen und hellespontischen Städte zu besetzen. So konnte Eumenes II. anfangs nur über ein kleines Reich herrschen. Auch die von den Pergamenern eroberten Städte Oreos und Eretria, die nach dem Plan einer Senatskommission als Dank für die von Attalos I. den Römern geleisteten Hilfe in pergamenischen Besitz hätten bleiben sollen, wurden stattdessen auf die Initiative des philhellenisch gesinnten Feldherrn Titus Quinctius Flamininus für frei erklärt. Immerhin durfte Eumenes II. die von seinem Vater erworbenen Inseln Andros und Aigina behalten. 195 v. Chr. unterstützte er mit seiner Flotte Flamininus im Kampf gegen den Spartanerkönig Nabis. Er nahm an der erfolgreichen Belagerung von Gytheion teil und wirkte später bei den Verhandlungen mit Nabis mit, ebenso beim nach dessen Kapitulation abgeschlossenen Waffenstillstand. Er erhielt einen Anteil an der Beute und finanzierte daraus ein Weihgeschenk für die Göttin Athena Nikephoros.
Um 195 v. Chr. bot Antiochos III., als sich sein Konflikt mit Rom abzeichnete, mehrere seiner Töchter den Königen Ptolemaios V. von Ägypten, Ariarathes IV. Eusebes von Kappadokien und Eumenes II. von Pergamon als Gattinnen zwecks des Abschlusses von Heiratsallianzen an. Während die beiden erstgenannten Könige darauf eingingen, schlug Eumenes II. – entgegen dem Rat seiner Brüder Attalos und Philetairos und trotz Antiochos’ Versprechen der Rückgabe mehrerer den Pergamenern abgenommener Städte – das Bündnis mit dem Seleukidenkönig aus. Vielmehr setzte er weiter auf seine Allianz mit Rom. Dies war eine Abkehr von der bisherigen pergamenischen Außenpolitik bezüglich der Seleukiden und eine riskante Strategie, weil Eumenes II. darauf bauen musste, dass die Römer einen Krieg gegen Antiochos III. führen und gewinnen würden, denn andernfalls drohte seinem Reich die Vernichtung durch den Seleukidenkönig. Laut den antiken Geschichtsschreibern Titus Livius und Appian wollte Eumenes II. lieber als autonomer, mit Rom verbündeter König in Anatolien regieren als ein Vasall von Antiochos III. zu sein.

### Rolle im Syrisch-Römischen Krieg
Am letzten Krieg gegen Nabis (192 v. Chr.) nahm auch Eumenes II. teil. Im gleichen Jahr reiste in seinem Auftrag sein Bruder Attalos nach Rom, um der aufstrebenden Weltmacht zu melden, dass Antiochos III. mit einer Armee den Hellespont überschritten habe und die Aitoler sich vorbereiteten, bei seiner Ankunft unter Waffen zu stehen. Die Römer sprachen Eumenes II. und seinem Bruder ihren Dank aus und versprachen ihnen Geschenke. Kurz vor Ausbruch des Römisch-Syrischen Kriegs segelte Eumenes II. mit einem Geschwader nach Chalkis, der Hauptstadt der griechischen Insel Euböa, um es vor den mit Antiochos III. verbündeten Aitolern zu schützen. Im Euripos traf er mit dem römischen Feldherrn Flamininus zusammen und begab sich auf dessen Aufforderung nach Athen, dessen Loyalität zweifelhaft war. Inzwischen verstärkten 500 Pergamener und ein achäisches Kontingent die Besatzung von Chalkis, kapitulierten aber im Herbst 192 v. Chr. beim Heranrücken des Antiochos III. mit seiner Hauptmacht gegen freien Abzug, sodass der Seleukidenkönig ganz Euböa gewann.
Eumenes II. weilte zu Beginn des Jahres 191 v. Chr. in seinem Flottenstützpunkt bei Aigina und war unschlüssig, ob er zum Schutz seines von Antiochos III. bedrohten Reichs heimkehren oder weiter mit den Römern in Griechenland kämpfen sollte. Etwa zur Zeit der Schlacht bei den Thermopylen (April 191 v. Chr.), in der Antiochos III. eine entscheidende Niederlage erlitt und infolgedessen aus Griechenland abziehen musste, kam der römische Admiral Gaius Livius Salinator in Korkyra an und traf dann im Piräus auf die römische Flotte. Nun stieß Eumenes II. zunächst mit drei Schiffen zu ihm, während seine Hauptflotte in Elaia ankerte. Zu dieser kehrte er zurück und führte dann dem Geschwader des Livius Salinator bei Phokaia 24 pergamenische Deckschiffe und noch mehr kleinere Schiffe zu. Die Verbündeten gewannen im Herbst 191 v. Chr. beim zwischen Chios und Ephesos gelegenen Berg Korykos eine Seeschlacht gegen eine seleukidische Flotte. Dann kehrte Eumenes II. in seine Heimat zurück und unternahm im Winter 191/190 v. Chr. mit römischen Truppen des Livius Salinator nahe Thyatira einen Raubzug.
Anfang 190 v. Chr. wollten die Römer den Krieg nach Kleinasien hinübertragen, und Eumenes II. begleitete den Livius Salinator zum Hellespont, wo sie Vorbereitungen für den Übergang der römischen Streitkräfte trafen. Nach der Kapitulation von Sestos belagerten sie Abydos, erfuhren aber von der Niederlage des mit ihnen verbündeten rhodischen Admirals Pausistratos, woraufhin Livius Salinator in die Gewässer von Samos zurückkehrte. Eumenes II. segelte inzwischen nach Elaia, schloss sich dann aber erneut den Römern an und fuhr mit ihnen nach Samos, wo bald auch eine rhodische Flotte landete. Mit ihren vereinten Seekräften segelten sie nach Ephesos und versuchten hier den Feind vergeblich zur Austragung einer Schlacht zu bewegen, woraufhin sie umkehrten. Lucius Aemilius Regillus, der als neuer römischer Flottenkommandant Livius Salinator abzulösen hatte, traf bald darauf in Samos ein und besprach im Kriegsrat das weitere Vorgehen. Hier widerriet Eumenes II. dem Vorschlag von Livius Salinator, den Hafen von Ephesos zu sperren. Dennoch suchte Aemilius Regillus diesen Plan umzusetzen, scheiterte aber dabei. Eumenes II. begleitete dann den römischen Admiral bei dessen Expedition gegen die lykische Stadt Patara, die erobert werden sollte; letztlich musste Aemilius Regillus aber auch dieses Vorhaben fallenlassen.
Inzwischen hatte Antiochos’ Sohn Seleukos IV. nach einem vergeblichen Angriff auf die Hafenstadt Elaia mit seinen Truppen pergamenisches Gebiet verheert und mit der Belagerung der Hauptstadt Pergamon begonnen. Attalos leitete die Verteidigung der Metropole. Eumenes II. begab sich deshalb rasch nach Elaia und von dort mit einer Streitmacht zu seiner Hauptstadt, in die er trotz der seleukidischen Belagerungstruppen hineinzugelangen vermochte. Doch auch Antiochos III. war bereits plündernd in das pergamenische Reich eingefallen. Als der Seleukidenkönig vernahm, dass römische und rhodische Geschwader bei Elaia angekommen waren und das Heer des mit dem Oberbefehl gegen Antiochos III. betrauten Konsuls Lucius Cornelius Scipio Asiagenes schon den Vormarsch zum Hellespont vorbereite, bot er Aemilius Regillus einen Frieden an. Auf Drängen des Eumenes II., der Antiochos III. militärisch stärker geschwächt sehen wollte und sich daher intensiv gegen die Aufnahme von Verhandlungen aussprach, lehnte Aemilius Regillus Antiochos’ Vorschlag ab. Nach dem Abzug des Seleukidenkönigs, der nun gegen Adramytteion vorrückte, brachen auch Eumenes II. und Aemilius Regillus mit ihrer Flotte zur Verteidigung dieser Stadt auf, obwohl Seleukos IV. die Belagerung Pergamons fortsetzte. Indessen erhielt dieses durch die Ankunft eines achäischen Hilfskorps Zuzug, sodass Seleukos IV. die Einschließung der Stadt abbrach und das pergamenische Gebiet verließ.
Aufgrund der pergamenisch-römischen Hilfe für Adramytteion gab inzwischen Antiochos III. den Angriffsplan auf diese Stadt auf. Eumenes II. begab sich mit seinen römischen Verbündeten daraufhin über Mytilene nach Elaia. Ihre Attacke gegen Phokaia misslang, doch machten sie auf der gegenübergelegenen Insel Bakchion reiche Beute. Eumenes II. kehrte nach Elaia zurück und zog im Herbst 190 v. Chr. zum Hellespont, um den vom Konsul Scipio Asiagenes angeführten Römern beim Übergang nach Kleinasien zu helfen. Dieses Unternehmen konnte ohne Widerstand durchgeführt werden, weil Antiochos III. in einem verhängnisvollen Entschluss den thrakischen Chersones kampflos geräumt hatte. Anschließend wollte Eumenes II. Winterquartiere in Elaia beziehen, musste aber wegen widriger Winde beim Kap Lekton landen. An der Mündung des Kaikos stieß er zum Heer des Konsuls, das hier sein Lager aufgeschlagen hatte. Er wurde nach Pergamon zurückgeschickt, damit er von dort aus schnelle Getreidelieferungen an die Römer veranlasste.
Während der kriegsentscheidenden Schlacht bei Magnesia (Dezember 190 oder Januar 189 v. Chr.) fungierte Eumenes II. als Oberbefehlshaber des rechten Flügels der römisch-pergamenischen Streitkräfte. Das von ihm beigesteuerte Aufgebot betrug 3000 Infanteristen und 800 Kavalleristen. Seine Schützen vertrieben die Sichelwagen des Antiochos III., woraufhin seine Reiter die schwere seleukidische Kavallerie angriffen und besiegten, um danach gegen die feindliche Phalanx vorzugehen. So trug er maßgeblich zum Sieg über Antiochos bei. Von seiner Armee sollen nur 25 Mann gefallen sein.

### Friedensbestimmungen; Feldzug gegen die Galater

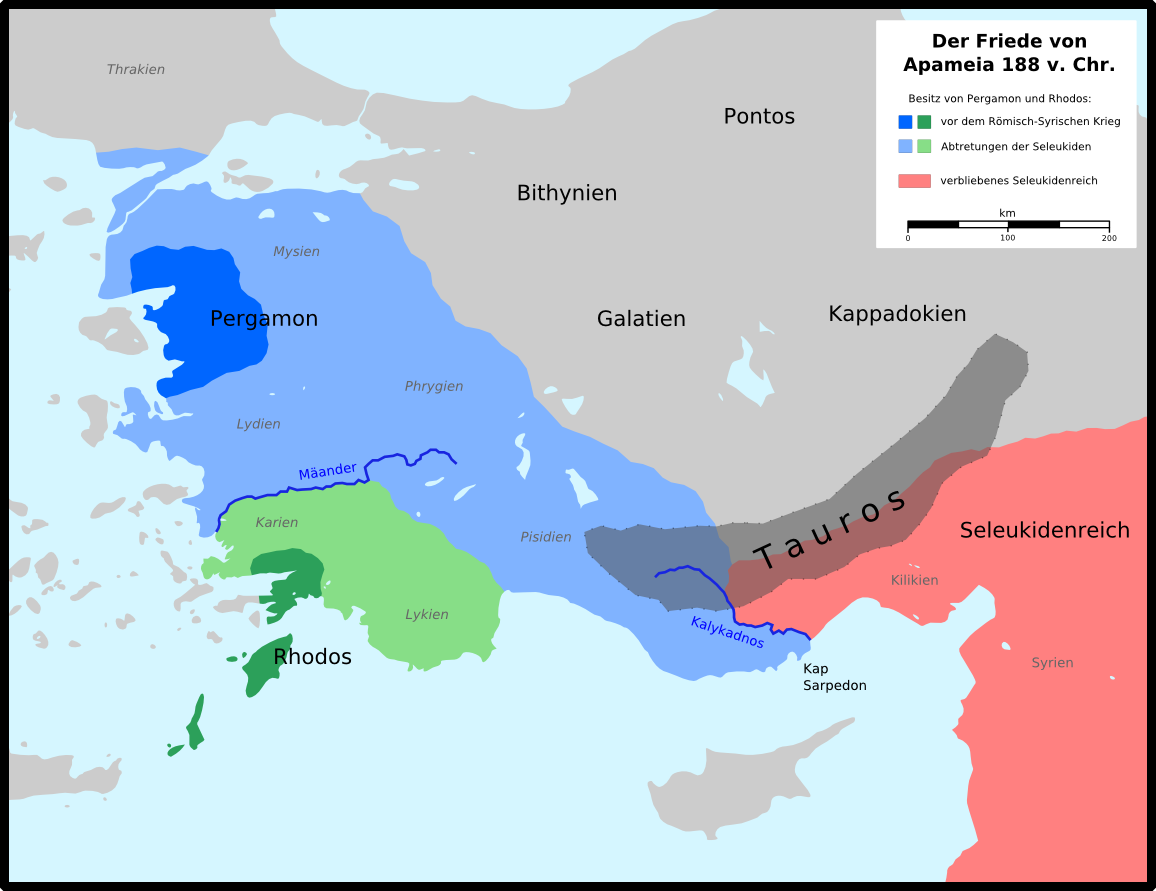
Karte Kleinasiens nach dem Vertrag von Apameia, mit den territorialen Erweiterungen des Pergamenischen Reichs (hellblau) und von Rhodos (hellgrün)

Durch Gesandte bat Antiochos III. nach der verlorenen Schlacht den Eumenes II., den Frieden nicht zu erschweren, und der pergamenische König schien nun auch entgegenkommender zu sein.  Doch hatte der Seleukidenherrscher Eumenes II. gemäß den Friedenspräliminarien zunächst 400 Talente zu zahlen und aus alten Verpflichtungen her geschuldetes Getreide zurückzugeben. Da die Rhodier und andere römische Verbündete Gesandte nach Rom schickten, um einen möglichst großen Beuteanteil zu erlangen, reiste Eumenes II. im Sommer 189 v. Chr. zur nachhaltigeren Vertretung seiner ebenso gearteten Interessen persönlich nach Rom.
Der griechische Historiker Polybios berichtet, dass Eumenes II. in Rom unter allen Gesandten die höchsten Ehrungen erhielt, so etwa Gastgeschenke und die Sorge um seine Unterbringung und Bewirtung. Indessen gab er sich bescheiden und äußerte, er verlasse sich ganz auf die Güte des Senats. In einem gekonnten diplomatischen Auftritt stellte er sich als der verlässlichste Partner der Römer dar und wurde von diesen offenbar als wichtigster Bundesgenosse angesehen. Auf wiederholtes Nachfragen warnte er, die Forderungen der Rhodier zu erhören und bat, dass ihm Westkleinasien bis zum Taurus unterstellt werde. Seine Wünsche wurden weitgehend erfüllt; seinem Reich sollten fast alle bislang seleukidischen Gebiete Kleinasiens zugeschlagen werden. Nur jene Griechenstädte, die bis zur Schlacht von Magnesia frei geblieben waren, sollten ihren autonomen Status behalten, außerdem Lykien und Karien südlich des Maiandros in den Besitz der Rhodier kommen. Doch auch hier wurden dem pergamenischen König die Städte Magnesia am Sipylos und Telmessos zugesprochen, womit er Zugang zum Mittelmeer gewann. Mit diesem Territorialzuwachs stieg Eumenes II. von einem Lokaldynasten zu einem mächtigen hellenistischen Herrscher auf.
Während Eumenes’ Aufenthalt in Rom unternahm der Konsul von 189 v. Chr., Gnaeus Manlius Vulso, im westlichen Kleinasien einen Raubzug gegen die Galater. Da aus diesem Volksstamm geworbene Söldner Seleukos IV. bei der Belagerung Pergamons unterstützt hatten, lag Vulsos Unternehmen in Eumenes’ Interesse. Wegen seiner Abwesenheit in Rom schlossen sich seine Brüder Attalos und Athenaios mit pergamenischen Hilfstruppen dem Konsul an und nahmen an dessen Zug teil. Am Anfang des Sommers 188 v. Chr. landete Eumenes II. in Begleitung von zehn Kommissaren des römischen Senats in Ephesos und reiste mit ihnen weiter nach Phrygien, wo er in Apameia mit Manlius Vulso zusammentraf. Hier wurde nach der Ankunft der Bevollmächtigten des Antiochos III. auf Basis der von den Scipionen vereinbarten Präliminarien der endgültige Friedensvertrag zwischen Rom und den Seleukiden abgeschlossen (Friede von Apameia). Unter anderem übergab der Prokonsul die von Antiochos III. ausgelieferten Kriegselefanten an Eumenes II. Außerdem hatte der Seleukidenkönig das Gebiet nordwestlich des Taurus zu räumen und Eumenes II. 350 Talente in Raten sowie 127 Talente für das geschuldete Getreide zu zahlen. Die bisher freien Griechenstädte, die zu Antiochos III. gehalten hatten, mussten Eumenes II. nun Tribute leisten. In Thrakien erhielt der pergamenische König Lysimacheia und Nachbarregionen aus zuvor seleukidischem Besitz. Pamphylien betrachtete Eumenes II. ebenfalls als diesseits des Taurus gelegen und erhob deshalb trotz des Protests von Antiochos’ Gesandten darauf Anspruch; doch erhielt er erst zwei Jahre später auf Scipios Beschluss hin den Westteil dieses Landstrichs, während der östliche mit den Städten Aspendos und Side seine Unabhängigkeit wahren konnte. Ferner wurde das pergamenische Reich um Teile Pisidiens erweitert. So waren die Seleukidens aus Kleinasien verdrängt, und Eumenes II. gewann die politische Vormachtstellung in Anatolien. Damals heiratete er Stratonike, die Tochter des mit Antiochos III. verbündeten Königs Ariarathes IV. von Kappadokien, und setzte sich erfolgreich dafür ein, dass die Römer seinem nunmehrigen Schwiegervater die Hälfte der auferlegten Strafsumme erließen. So verpflichtete er sich seinen östlichen Nachbarn. Manlius Vulso musste sich später in Rom Vorwürfe gefallen lassen, dass er seinen Krieg wie ein Befehlsempfänger des pergamenischen Königshauses geführt und Eumenes II. zu sehr begünstigt habe.

### Krieg gegen Prusias I. von Bithynien und die Galater
Nach dem Rückzug der römischen Legionen aus Kleinasien stand Eumenes II. vor der Situation, dass er sein neuerworbenes großes Reich hauptsächlich dem Wohlwollen der Römer und weniger eigenen militärischen Leistungen verdankte. Diesen Sachverhalt drückte er auch in einem erhaltenen Brief an die Einwohner des lykischen Ortes Toriaion aus, den er in den Rang einer Polis erhob. In späteren überlieferten Urkunden fehlt hingegen der Hinweis auf die Römer als eigentliche Stifter seiner Autorität. Der Übergang von der seleukidischen zur pergamenischen Verwaltung verlief im Wesentlichen reibungslos. So gewährte Eumenes II. etwa früheren seleukidischen Beamten laut den Inschriften eines lydischen Apollon-Tempels diverse Privilegien.
Sein neuer Großmachtstatus brachte Eumenes II. in Konflikt mit anderen hellenistischen Staaten. Um 186 v. Chr. brach zwischen ihm und Prusias I. von Bithynien ein Krieg aus. Anlass war vermutlich der Streit um den Besitz eines Teils von Phrygien, nämlich um Phrygia Epiktetos. Dieses Gebiet hatte sich Prusias I. angeeignet, sollte es aber auf Anordnung des Senats an Eumenes II. übergeben, welcher Entscheidung sich Prusias I. widersetzte. Laut Iustinus begann der bithynische König den Krieg im Vertrauen auf den zu ihm vor den Römern geflüchteten punischen Feldherrn Hannibal, der ihm weitere Verbündete wie die Galater warb. Eumenes II. war u. a. mit Herakleia Pontike und Kyzikos verbündet. 185 v. Chr. wollte er auch die Achäer wieder als Alliierte gewinnen und ließ ihnen eine Spende von 120 Talenten zur Besoldung von deren Bule offerieren. Die Achäer waren ihm gram und verlangten weiterhin die Rückgabe der Insel Ägina. Zwar erklärten sie sich zur Erneuerung der Symmachie bereit, wiesen aber seine finanzielle Gabe zurück, da sie ihm nicht verpflichtet sein wollten.
Über den Verlauf des bithynisch-pergamenischen Kriegs ist wenig bekannt. Prusias I. und die Galater erlitten beim Berg Lypedros in Bithynien eine Niederlage gegen Attalos. Ein Dekret aus Telmessos vom Dezember 184 v. Chr. feiert einen großen Sieg von Eumenes II. über Prusias I., den Galaterkönig Ortiagon und andere Alliierte des Bithynierkönigs. Es ist der erste dokumentarische Beleg für Eumenes’ Beinamen Soter („Retter“). Dafür siegte Hannibal in einer Seeschlacht im Marmarameer gegen eine von Eumenes II. persönlich kommandierte Flotte. Der pergamenische König soll in der Schlacht in große Gefahr geraten sein. Gemäß der Darstellung von Cornelius Nepos und Iustinus habe Hannibal seinen Erfolg mit einer von ihm ersonnenen Kriegslist erfochten. Demzufolge habe Hannibal kurz vor der Schlacht einen Herold in einem Boot zur feindlichen Flotte ausgesandt, der vorgab, Eumenes II. einen Brief überbringen zu wollen. Daraufhin sei er zum König geführt worden, habe ihm den Brief übergeben und sei wieder zurückgekehrt. So hätten die Bithynier erfahren, auf welchem Schiff sich Eumenes II. befand und allein dieses mit dem Großteil ihrer Flotte angegriffen; Eumenes II. sei nur knapp entkommen. Als die übrigen pergamenischen Schiffe eingriffen, seien sie mit von Katapulten abgeschleuderten, mit Giftschlangen gefüllten Tonkrügen beschossen und infolge der daraus entstandenen Verwirrung besiegt worden. Dieses Strategem wird von vielen Althistorikern für unhistorisch gehalten; allenfalls könne der zur Erkennung des feindlichen Flaggschiffs ausgesandte Herold eine reale Kriegslist gewesen sein.
Trotz Hannibals Seesieg scheint Eumenes II. im Krieg die Oberhand gewonnen zu haben. In seinem Auftrag reiste sein Bruder Athenaios Anfang 183 v. Chr. nach Rom und beschwerte sich über den Makedonenkönig Philipp V., indem er ihn beschuldigte, heimlich Prusias I. zu unterstützen und Besatzungen in den thrakischen Städten Ainos und Maroneia zu stationieren, denn diese Orte stünden aufgrund der Bestimmungen des Senats Eumenes II. zu. Philipp V. sträubte sich, musste aber schließlich, als Quintus Marcius Philippus ihn in Makedonien aufsuchte, nachgeben und die fraglichen thrakischen Städte räumen. Im Sommer oder Herbst 183 v. Chr. reiste Titus Quinctius Flamininus als römischer Gesandter nach Kleinasien, um den Frieden zwischen Eumenes II. und Prusias I. herbeizuführen und die Auslieferung Hannibals zu verlangen. Prusias I. musste nach den Friedensbedingungen das strittige Phrygia Epiktetos an den pergamenischen König abtreten. Die Galater, die ebenfalls Frieden schlossen, wurden nun zu Eumenes’ Untertanen erklärt. Der pergamenische König schätzte seinen ohne römische militärische Beteiligung errungenen Sieg hoch ein, hatte bereits wie erwähnt den Soter-Beinamen angenommen und erneuerte u. a. zur Feier seines Erfolgs das erstmals 181 v. Chr. abgehaltene Fest der Nikephoria zu Ehren der Göttin Athena Nikephoros, deren Unterstützung er seinen Sieg zuschrieb. Auch vereinbarte er 183 v. Chr. mit 31 Städten Kretas Verträge über militärische Unterstützung.

### Krieg gegen Pharnakes I. von Pontos
183 v. Chr. brach ein vierjähriger Krieg zwischen Eumenes II. und Pharnakes I. von Pontos aus. Hauptquelle hierfür sind einige byzantinische Exzerpte aus Gesandtschaftsberichten, die der griechische Historiker Polybios in seinen Historien überlieferte. Sie beleuchten aber nur einzelne Phasen der von Rom wegen dieses Krieges in Kleinasien entwickelten Diplomatie.
Pharnakes I. eroberte etwa Ende 183 v. Chr. durch einen Überraschungsangriff Sinope und kämpfte um dieselbe Zeit gegen den von seinem Schwiegervater Ariarathes IV. von Kappadokien unterstützten Eumenes II. Letzterer schickte eine Delegation nach Rom, um sich über Pharnakes I. zu beschweren; und auch rhodische Gesandte trafen ein, um wegen Pharnakes’ Überfall auf Sinope Klage zu führen. Pharnakes I. ließ sich seinerseits durch Gesandte verteidigen. Der Senat sagte zu, eine Beobachtungskommission zur Untersuchung der Streitigkeiten nach Kleinasien zu entsenden. Die römischen Kommissare erklärten nach ihrer Rückkehr dem Senat, Pharnakes I. sei im Unrecht und warfen ihm Habsucht und unerträglichen Hochmut vor; Eumenes II. wäre hingegen um Mäßigung bemüht. Die Streitparteien hatten aber bereits zur Wahrnehmung ihrer Interessen neue Delegationen nach Rom entsandt. Die Antwort des Senats lautete wiederum, er werde eine zweite Gesandtschaft nach Kleinasien schicken, um den Konflikt der beiden Könige genauer untersuchen zu lassen.
Die zögerliche Haltung der Römer, die offenbar nicht an einer raschen Friedensstiftung, sondern eher an einer gegenseitigen Schwächung der gegnerischen Könige interessiert waren, führte zur Ausweitung des Krieges. Prusias II., der neue König Bithyniens, hatte anfangs im Gegensatz zu seinem Vater Prusias I. ein gutes Verhältnis zu Eumenes II. und trat um 181 v. Chr. auf dessen Seite in den Krieg gegen Pharnakes I. ein. Auch Morzios von Paphlagonien schloss sich Eumenes II. an. Pharnakes I. gewann den Dynasten Mithridates von Kleinarmenien für den Kampf gegen Eumenes II. Seleukos IV. wollte sich Pharnakes I. ebenfalls anschließen, gab aber diesen Plan letztlich aus Angst vor Rom auf.
Leokritos, ein Feldherr von Pharnakes I., eroberte um 181 v. Chr. das eventuell unter Eumenes’ Herrschaft stehende Tios. Ob während einer Krankheit des Eumenes II. sein Bruder Attalos einen vorläufigen Waffenstillstand mit Pharnakes I. schloss, oder ob dieser Eindruck fälschlicherweise wegen einer sinnentstellenden Kürzung des Polybios-Textes durch einen byzantinischen Exzerptor entsteht, ist in der Altertumswissenschaft umstritten. Eumenes II. sandte jedenfalls seine Brüder nach Rom, um die Beendigung des langwierigen Kriegs zu erreichen. In Rom wurden sie freundlich empfangen und baten den Senat um die Ergreifung energischer Maßnahmen gegen Pharnakes I. Die Senatoren versprachen die erneute Entsendung von Kommissaren, die diesmal ernstlich auf einen Frieden hinwirken sollten.
Der Krieg ging aber inzwischen weiter. Noch zur Winterzeit beauftragte Pharnakes I. seinen Feldherrn Leokritos, mit 10.000 Kriegern Galatien zu verwüsten. Mit dem Anbruch des Frühlings 180 v. Chr. zog er selbst große Truppenmassen zusammen, um mit ihnen in Kappadokien einzufallen. Als Eumenes II. dies erfuhr, begann er gleichfalls zu rüsten. Er hatte gerade ein Heer aufgestellt, als seine Brüder aus Rom zurückkehrten. Gemeinsam brachen sie mit ihren Streitkräften nach Galatien auf, von wo aber Leokritos mittlerweile wieder abgezogen war. Die auf die Seite des Pharnakes abgefallenen Galaterfürsten Kassignatos und Gaizatorix waren wegen der Ankunft von Eumenes’ Heer erschrocken, ersuchten durch Boten um Schonung und versprachen, Eumenes’ Befehlen zu gehorchen. Ihre Gesandtschaft wurde jedoch aufgrund ihres früheren Seitenwechsels abgewiesen, und der pergamenische König zog nun mit seinen Brüdern und gesamten Heeresmacht gegen Pharnakes I. Nach vier Tagen gelangten sie an den Halys und marschierten von dort aus nach Parnassos weiter. Dort führte ihnen Ariarathes IV. von Kappadokien ein bedeutendes Hilfskorps zu. Mit ihren vereinigten Streitkräften betraten die Verbündeten daraufhin das Gebiet von Mokissos, wo sie ihr Lager aufzuschlagen beschlossen. Zu dieser Zeit traf eine neue römische Gesandtschaft zwecks Friedensvermittlung ein. Eumenes II. schickte seinen Bruder Attalos zu den Gesandten ab und exerzierte inzwischen seine Soldaten ein, um nötigenfalls kampfbereit zu sein, zugleich aber den Römern zeigen zu können, dass er auch ohne ihren Beistand gegen Pharnakes I. kämpfen könne.
Auf Bitten der römischen Delegierten räumten Eumenes II. und Ariarathes IV. das feindliche Gebiet und zogen sich nach Galatien zurück, ersuchten aber zuvor die Gesandten, ihr Möglichstes zu tun, um eine persönliche Zusammenkunft des Pharnakes I. mit ihnen zustande zu bringen. Als die römischen Abgeordneten deshalb Pharnakes I. aufsuchten, verweigerte dieser ein Treffen mit seinen Gegnern, erklärte sich aber endlich bereit, Bevollmächtigte nach Pergamon zu schicken, um den Frieden nach den von den Römern vorgeschlagenen Bedingungen abzuschließen. Indessen machten Pharnakes’ Gesandte bei den Verhandlungen mit Eumenes fortgesetzt Schwierigkeiten, sodass die vermittelnden Römer entnervt abreisten; somit war ihre Friedensinitiative gescheitert.
In den Krieg waren unterdessen auch mehrere Griechenstädte verwickelt, und Eumenes und seine Bundesgenossen gingen nun in die Offensive und führten einen offenbar erfolgreichen Schlag gegen Pharnakes I., sodass er sich 179 v. Chr. zum Frieden bequemen musste. Der entsprechende Vertrag wurde zwischen Pharnakes I. und seinem Verbündeten Mithridates von Kleinarmenien auf der einen Seite und Eumenes II., Ariarathes IV. und Prusias II. auf der anderen Seite geschlossen. Gemäß den Friedensbedingungen verpflichtete sich Pharnakes I., unter keinerlei Vorwand Galatien zu betreten, allen seinen früheren Bündnissen mit den Galatern zu entsagen, Paphlagonien zu räumen sowie alle verschleppten Einwohner und Kriegsgefangenen freizulassen, Kriegsgerät zurückzugeben und die Überläufer auszuliefern. Ferner versprach Pharnakes I., Ariarathes IV. alle Eroberungen in Kappadokien samt Geiseln zurückzugeben und Tios am Pontos zu räumen, welche Stadt Eumenes II. bald danach Prusias II. schenkte. Außerdem wurde festgesetzt, dass Pharnakes I. von den Schätzen, die er von Morzios und Ariarathes IV. erbeutet hatte, diesen Fürsten 900 Talente zurückerstatten und an Eumenes II. 300 Talente als Kriegsunkosten zahlen sollte. Auch Mithridates von Kleinarmenien musste 300 Talente Schadenersatz leisten. In den Friedensvertrag inbegriffen waren ferner die weiteren Kriegsteilnehmer, so u. a. Artaxias I. von Großarmenien, Akusilochos (dessen Herrschaftsgebiet unbekannt ist), Gatalos von Sarmatien sowie die Städte Herakleia Pontike, Mesembria, Chersonesos und Kyzikos. Damit sich Pharnakes, der von seinen Eroberungen wenigstens Sinope behalten durfte, künftig an den Frieden hielt, musste er Geiseln stellen. Inschriftlich erhalten geblieben aus diesem Friedensvertrag ist Pharnakes’ Kontrakt mit Chersonesos. Die Rhodier hatte Eumenes II. während des Kriegs gegen sich aufgebracht, weil er den Hellespont durch seine Flotte hatte sperren lassen, wohl um Kriegsmateriallieferungen zur See an Pharnakes I. zu unterbinden. Dagegen waren die Rhodier sehr an der freien Schifffahrt nach dem Pontos interessiert. Sie sahen sich auch durch den Verlust der mit ihr verbündeten, nun aber in Pharnakes’ Besitz verbleibenden Stadt Sinope geschädigt. Insgesamt hatte sich Eumenes II. trotz Roms Untätigkeit als starker Herrscher in Kleinasien behauptet.

### Feindschaft zu Perseus von Makedonien
Am Anfang der 170er Jahre v. Chr. war die Stellung von Eumenes II. in Anatolien sehr dominant, doch sah er sich außerhalb seines Machtbereichs feindlich gegen ihn eingestellten, starken hellenistischen Herrschern gegenüber, vor allem dem Seleukidenkönig Seleukos IV. und dem neuen Makedonenkönig Perseus. Diese beiden Mächte schlossen eine Heiratsallianz, indem Perseus 177 v. Chr. Seleukos’ Tochter Laodike ehelichte, und die mit Eumenes nun ebenfalls zerfallenen Rhodier gaben Laodike das Geleit zur Hochzeit. Auch Prusias II. von Bithynien brach mit Eumenes II. Ebenso schlugen dem pergamenischen König in Hellas wenig Sympathien entgegen; stattdessen begeisterten sich die Griechen für Perseus. Immerhin unterhielt Eumenes II. gute Beziehungen zu Athen, wo sein Bruder Attalos gemeinsam mit dem Prinzen Ariarathes an der  Platonischen Akademie studierte. Ohne vorerst um eine römische Intervention gegen Perseus zu bitten, verhalf er nach der Ermordung Seleukos’ IV. 175 v. Chr. dessen Bruder Antiochos IV. zur Thronbesteigung im Seleukidenreich, womit er die Beziehungen zwischen beiden Dynastien deutlich verbesserte und so seine Stellung in der hellenistischen Staatenwelt stärkte.
Die Feindschaft zwischen Eumenes II. und Perseus wuchs inzwischen weiter und in der griechischen Welt hatte der pergamenische König sehr viel Vertrauen verspielt. Er entschloss sich, im Winter 173/172 v. Chr. nach Rom zu reisen, um den Senat vor Perseus’ steigendem Einfluss in Griechenland zu warnen und seine Übergriffe gegen römische Bundesgenossen sowie seine alarmierenden Kriegsrüstungen anzuprangern. Mit diesen Argumenten, die er in einer vielbeachteten und zunächst geheimgehaltenen Rede im Senat vorbrachte, wollte er Rom zum Krieg gegen Perseus verleiten. Nicht nur die Makedonen, sondern auch viele griechische Staaten waren über Eumenes’ Auftritt in Rom beunruhigt und sandten Delegationen nach Rom. Die rhodischen Gesandten fürchteten, dass Eumenes II. auch gegen ihre Insel Anklagen vorgebracht habe und wollten mit ihm vor dem Senat konfrontiert werden. Als sie mit ihrer Forderung nicht durchdrangen, beschuldigten sie Eumenes II. u. a., dass er die Lykier gegen Rhodos aufgebracht habe und in Kleinasien tyrannischer als einst Antiochos III. regiere. Angesichts der auch von vielen anderen griechischen Delegationen gegenüber Eumenes II. gezeigten Feindseligkeit hielten ihm die Römer umso mehr die Stange und überreichten ihm wertvolle Geschenke. Den Freundschaftsbekundungen vieler Senatoren gegenüber Eumenes II. schloss sich Cato nicht an, da er den König nicht mochte. In Rhodos war die Erbitterung gegen den pergamenischen König so groß, dass seiner dorthin gereisten Festgesandtschaft die Teilnahme an der Feier zu Ehren des Sonnengottes Helios verweigert wurde.
Als Eumenes II. auf der Heimreise von Rom Griechenland durchreiste und dabei das Apollon-Heiligtum in Delphi besuchen wollte, wurde auf ihn ein Attentat verübt, hinter dem laut der Darstellung des römischen Geschichtsschreibers Titus Livius der Makedonenkönig Perseus steckte.  Eumenes II. hatte gerade eine Engstelle der Straße, die zum Temenos des delphischen Heiligtums hinaufführte, betreten, als er von oben herab mit schweren Steinen beworfen wurde. Die Attentäter flohen daraufhin, und Eumenes II. blieb schwer verletzt liegen. Er wurde auf dem Seeweg nach Ägina gebracht, wo er sich in aller Heimlichkeit von dem Anschlag erholte. So verbreitete sich das falsche Gerücht, dass er dem Attentat erlegen sei. Selbst Attalos glaubte an den Tod seines Bruders, heiratete dessen Gattin Stratonike und übernahm eilig die Herrschaft über das pergamenische Reich. Als Eumenes bald danach heimkehrte, machte er Attalos Vorwürfe wegen dessen rascher Eheschließung mit Stratonike. Die Brüder versöhnten sich aber bald; Eumenes übernahm wieder die Regierung und erhielt Stratonike zurück.

### Rolle im Dritten Römisch-Makedonischen Krieg; Entfremdung mit Rom
Perseus bestritt, in das Attentat auf Eumenes II. verwickelt zu sein; dennoch beschleunigte es den Ausbruch des Dritten Römisch-Makedonischen Kriegs (171–168 v. Chr.). Die Römer schickten eine eigene Delegation, um dem pergamenischen König zu seiner Rettung zu beglückwünschen. Ariarathes IV. hielt aus Freundschaft zum pergamenischen König ebenfalls zu den Römern. Nach seiner endgültigen Genesung unterstützte Eumenes II. die Römer im Kampf gegen Perseus. Während des ersten Kriegsjahrs 171 v. Chr. traf er mit seinen Brüdern Attalos und Athenaios sowie einem Truppenkontingent von 6000 Infanteristen und 1000 Reitern in Chalkis ein. Unterdessen übernahm Eumenes’ Bruder Philetairos die Verwaltung des Pergamenischen Reichs. Unter Zurücklassung von Philetairos, der mit 2000 Kriegern in Chalkis verweilte, zogen Eumenes II. und Attalos mit ihren übrigen Streitkräften nach Thessalien, um sich dort der Armee des Konsuls Publius Licinius Crassus anzuschließen. Eumenes II. diskutierte im römischen Kriegsrat mit, seine galatischen Reiter und Leichtbewaffneten nahmen sodann an den Vorgefechten der Schlacht am Kallinikos teil. In dieser von Livius nach dem verlorenen Bericht des Polybios in großer Breite beschriebenen Schlacht wurden von Eumenes’ Hilfstruppen 300 Kyrtier an der vordersten Front des konsularischen Heers postiert, während der König selbst mit Attalos und seinem Hauptkontingent in der Reserve stand. Der Konsul musste eine schwere Niederlage gegen Perseus einstecken. Die pergamenischen Truppen trugen maßgeblich zur Verhinderung eines noch größeren Debakels bei, und auf Eumenes’ Rat zogen sich die Streitkräfte hinter den Peneios zurück. Als die fouragierenden römischen Mannschaften bei Phalanna von Truppen des Perseus überfallen wurden, begleiteten Eumenes II. und Attalos mit ihren Einheiten den Konsul, als dieser mit der Hauptmacht ausrückte und seine bedrohten Männer vor der Vernichtung rettete. Anschließend fiel ein Offizier von Eumenes II. in das Territorium des mit Perseus verbündeten Odrysen-Königs Kotys ein, sodass dieser zur Verteidigung seines Reichs zurückkehren musste. Eumenes II. begab sich nach Pergamon, wo er den folgenden Winter verlebte.
170 v. Chr. gelang es Eumenes II. durch Verrat, sich Abderas zu bemächtigen. Dann überwinterte er erneut in seiner Heimat. Attalos versuchte unterdessen die Achaier dahingehend zu beeinflussen, dass sie die seinem Bruder entzogenen Ehrungen wiederherstellten. Dieses Ersuchen stieß in den deshalb aufgenommenen Beratungen zunächst auf viel Widerstand, doch wurde letztlich auf den Vorschlag des damals als Hipparch agierenden Polybios hin entschieden, dass nur die überschießenden Ehren für Eumenes II. abgeschafft bleiben sollten, wie dies im ursprünglichen Beschluss vorgesehen war, dagegen alle sonstigen Ehren wieder in Kraft zu setzen.
169 v. Chr. erschien Eumenes II. mit 20 Deckschiffen zur Belagerung Kassandreias, doch war er hierbei ebenso erfolglos wie die Römer. Desgleichen scheiterte der pergamenische König bei der Einschließung von Demetrias. Inzwischen war es dem Konsul Quintus Marcius Philippus gelungen, den Krieg kurzzeitig nach Makedonien hineinzutragen. Eumenes II. suchte ihn auf, um ihn zu diesem Erfolg zu beglückwünschen, woraufhin er heimkehrte. Laut dem römischen Annalisten Valerius Antias war es aber zwischen dem Konsul und dem pergamenischen König zu einem Konflikt gekommen. Eumenes II. wurde beschuldigt, dass er den Prätor trotz wiederholter Aufforderung nicht mit seiner Flotte unterstützt habe, in Verstimmung vom Konsul geschieden sei und entgegen dessen Wunsches seine galatische Reiterei mit sich in seine Heimat genommen habe. Attalos sei hingegen beim Konsul verweilt und habe ihm wichtige Kriegsdienste geleistet.
In der Folge versuchte Perseus die Verschlechterung des Verhältnisses von Eumenes II. zu den Römern auszunützen und mit ihm in geheime Verhandlungen einzutreten. Diese wurden unter dem Vorwand der Auslösung von Gefangenen eröffnet, und Perseus bemühte sich, Eumenes II. völlig von der Allianz mit den Römern abzubringen. Diese Geheimkontakte mit Perseus machten Eumenes II. bei den Römern verdächtig, oder zumindest gaben dies die dem pergamenischen König feindlich gesinnten Kreise in Rom vor, um ihre endgültige Entfremdung von ihm zu legitimieren. Es wurden Gerüchte gestreut, Eumenes II. habe als Friedensstifter zwischen den Römern und Perseus auftreten wollen und sich davon einen hohen Gewinn erwartet; denn er habe bemerkt, dass Perseus sehr auf das Zustandekommen eines Friedens erpicht war und auch mit der Kriegsmüdigkeit der Römer kalkuliert, die den Krieg schon seit drei Jahre ohne nennenswerten Erfolge führten. Als Preis für seine Neutralität im Römisch-Makedonischen Krieg habe er von Perseus 500 Talente sowie für eine erfolgreiche Herbeiführung des Friedens 1500 Talente verlangt. Perseus sei aber ob seines Geizes nur bereit gewesen, die geforderten 1500 Talente einstweilen auf der in seinem Machtbereich befindlichen Insel Samothrake zu hinterlegen, wo sie Eumenes’ Zugriff entzogen waren, und habe auch nicht einen Teil des Geldes im Vornhinein auszahlen wollen. So sei die Realisierung dieses Geschäfts gescheitert. Polybios, dem später einiges darüber von Perseus’ Freunden berichtet wurde, war überzeugt, dass Eumenes II. ein verräterisches Spiel trieb. Der Althistoriker Hugo Willrich meint indessen, dass sich nur die Annäherungsversuche des Perseus an Eumenes II. historisch einwandfrei belegen ließen, glaubt aber nicht, dass der pergamenische König tatsächlich darauf einging, sondern weiter zu den Römern hielt.
Nachdem Perseus vergeblich versucht hatte, Eumenes II. für seine Pläne zu gewinnen, gingen die kriegerischen Feindseligkeiten zwischen ihnen weiter. Pergamenische Kriegsschiffe blockierten makedonische Lastschiffe bei Tenedos, mussten sich aber beim Erscheinen eines überlegenen Geschwaders des Perseus zurückziehen. Auf der Weiterfahrt konnte diese makedonische Kriegsflotte 35 pergamenische Schiffe abfangen, die 1000 gallische Reiter als Verstärkungen zum Kriegsschauplatz transportieren sollten. 800 Gallier verloren dabei ihr Leben, 200 wurden gefangen genommen. Somit agierte Eumenes II. weiterhin als Verbündeter der Römer. Als die makedonische Flotte vor Delos anlegte, befanden sich dort auch römische und pergamenische Schiffe. Da die Insel aufgrund ihres Tempels das Privileg der Asylie besaß, wurden zwischen den verfeindeten Marinesoldaten keine Kämpfe ausgetragen. Allerdings vermochten die Römer und Pergamener nicht von Delos aus unternommene Kaperfahrten der Makedonen zu unterbinden. Die kriegsentscheidende Schlacht von Pydna fand im Juni 168 v. Chr. statt, in der Perseus vom Konsul Lucius Aemilius Paullus Macedonicus entscheidend geschlagen wurde und in Gefangenschaft geriet. Zu diesem Erfolg ließen Eumenes II. und seine Brüder den Römern Glückwünsche übermitteln.

### Galateraufstand; Anklagen des Prusias II. von Bithynien
Als Eumenes II. 168 v. Chr. nach Pergamon zurückkehrte, war es zu einem gefährlichen Aufstand der Galater gekommen. Dieser lag wohl in den hohen Verlusten begründet, welche die Galater im Krieg gegen Perseus erlitten hatten. Nachdem sie eine Schlacht gegen ein pergamenisches Heer gewonnen hatten, ließ ihr Anführer die schönsten Gefangenen den Göttern opfern, die restlichen niederschießen. In Eumenes’ Auftrag reiste daraufhin Attalos nach Rom, um ein Einschreiten der Weltmacht gegen die Galater zu erbitten. Die gegenüber Eumenes II. feindlich eingestellte römische Partei wollte einen Keil zwischen die Brüder treiben, indem sie Attalos gegen Eumenes II. aufwiegelte. Der Senat drückte Attalos seine Bereitschaft aus, ihm die Herrschaft über die Pergamon unterstellten Gebiete zu übertragen, er solle nur kundtun, an welchen er ein Interesse habe. Eumenes II. ahnte offenbar diese Vorgänge voraus und sandte seinen vertrauten Leibarzt Stratios nach Rom, der Attalos wohl u. a. mit dem Versprechen der sicheren Nachfolge auf den Thron von ehrgeizigen Plänen, die ihn mit seinem Bruder entzweien würden, abhielt. So blieb Attalos loyal und bat die Römer nur, ihm die thrakischen Städte Maroneia und Ainos zu unterstellen und Gesandte zu entsenden, die zur Beendigung des Galateraufstandes beitragen sollten. Der Senat war enttäuscht, dass Attalos sich nicht gegen seinen Bruder hatte ausspielen lassen. Er sicherte zwar zu, Attalos’ Wünschen zu willfahren, brach dann aber sein Versprechen und erklärte die begehrten Städte für frei. Römische Gesandten begaben sich im Gefolge von Attalos ins Pergamenische Reich, um bei den Galatern zu vermitteln, doch waren die ihnen erteilten Aufträge kaum im Interesse des Eumenes II. Sie kamen im Winter 168/167 v. Chr. in Pergamon an. Zu diesem Zeitpunkt war Eumenes II. erkrankt, doch hatte er einen Waffenstillstand mit den Galatern erreichen können. Im Frühling 167 v. Chr. versammelte er seine Streitkräfte bei Sardes, während die aufständischen Galater nach Synnada zogen. Dorthin begaben sich die römischen Gesandten zusammen mit Attalos, ließen ihn aber nicht an ihrer Unterredung mit den Galatern teilnehmen. Anschließend behaupteten sie gegenüber Attalos, dass sie beim galatischen Anführer Solovettius nichts erreicht hätten. Stattdessen brach der Krieg wieder aus. Manche Althistoriker wie Hugo Willrich vertreten die – wohl auch schon von Polybios geteilte – Meinung, dass die Römer in Wirklichkeit die Galater nur zur Fortsetzung des Aufstands ermuntert hätten.
Im Winter 167/166 v. Chr. reiste Eumenes II. selbst nach Italien, um sich in Rom vor dem Senat zu rechtfertigen. Der Senat wollte ihn aber nicht empfangen. In Brundisium richtete ihm ein Quästor aus, dass kein König Rom betreten dürfe und fragte ihn, ob er vom Senat einen Dienst benötige; andernfalls sollte er Italien raschestens wieder verlassen. So kehrte der alte König nach dieser Erniedrigung wieder um.
Mit Hilfe zahlreicher angeworbener Söldner dürfte Eumenes II. in der Lage gewesen sein, den Aufstand der Galater schließlich niederzuwerfen. Gemeinsam mit Attalos konnte er sie in einer in Phrygien ausgetragenen Schlacht schlagen. Allerdings setzten galatische Gesandte 166 v. Chr. in Rom durch, dass der Senat ihrem Volk Autonomie verlieh. Voraussetzung hierfür war, dass sie nicht außerhalb ihres Territoriums bewaffnet erscheinen durften. Damit hatte Rom Eumenes II. um die Früchte seines militärischen Erfolgs gebracht.
Der Bithynierkönig Prusias II. versuchte, die schwierige Lage von Eumenes II. zur Förderung seiner eigenen Interessen auszunützen. Wohl im Jahr 165 v. Chr. schickte er eine Gesandtschaft unter Führung des Python nach Rom, die schwere Anschuldigungen gegen Eumenes II. erhob. Dieser habe – wahrscheinlich im Kampf gegen die Galater – mehrere bithynische Orte annektiert, lasse trotz der römischen Freiheitserklärung nicht von Galatien ab, respektiere die Beschlüsse des Senats nicht und agitiere gegen die Freunde Roms. Vertreter kleinasiatischer Städte brachten zudem vor, dass Eumenes II. in für Rom bedrohlichem Einvernehmen mit Antiochos IV. stehe. Der Senat gab vorerst kein Urteil ab, blieb jedoch bei seinem Misstrauen gegen Eumenes II. und Antiochos IV. und förderte weiterhin die Galater. Damals traf Gaius Sempronius Gracchus von einer Inspektionsreise an die Höfe der verdächtigen Könige in Rom ein und berichtete, dass er nicht Nachteiliges über Eumenes II. erfahren habe.
Um 164 v. Chr. entsandte Prusias II. eine weitere Delegation nach Rom, um neue Anschuldigungen gegen Eumenes II. zu erheben. Er hatte außerdem die Galater, die mit Eumenes II. verfeindeten Einwohner der pisidischen Stadt Selge und weitere Kleinasiaten dazu angestiftet, Gesandte an den Senat zu schicken, die ebenfalls Beschuldigungen gegen den pergamenischen König vorbringen sollten. In Eumenes’ Auftrag reisten Attalos und Athenaios nach Rom, um ihren Bruder zu verteidigen, was ihnen scheinbar gelang. Der Senat blieb aber weiter misstrauisch und beauftragte den ehemaligen Konsul Gaius Sulpicius Galus und den jüngeren Senator Manius Sergius, in den hellenistischen Osten an den Hof von Eumenes II. aufzubrechen, um dessen verdächtige Beziehungen zu Antiochos IV. zu untersuchen. Sulpicius trat dabei sehr rücksichtslos auf; er ließ in verschiedenen Städten Kleinasiens verlautbaren, dass alle Personen, die Anklagen gegen Eumenes II. erheben wollten, zu einem festgesetzten Termin in Sardes erscheinen sollten. In dieser Stadt hörte er sich alle Beschuldigungen an und maß ihnen ein hohes Gewicht bei. Das harte Vorgehen der Römer gegen Eumenes II. wandte ihm aber wieder die verspielten Sympathien der Hellenen zu.
Nach der Meinung des Althistorikers Christian Habicht waren die von Prusias II. gegen Eumenes II. erhobenen Vorwürfe nicht unberechtigt. Der pergamenische König habe sich mit dem Verlust Galatiens, der durch die Autonomieerklärung der Römer bewirkt worden war, nicht einfach abgefunden, sondern verdeckt politisch in dieser Provinz eingegriffen und mitunter sogar kriegerische Aktionen durchgeführt. Diese gehe aus einer später auf Stein festgehaltenen, in den Zeitraum von etwa 163–156 v. Chr. datierenden Korrespondenz der Attaliden mit dem Priester Attis von Pessinus hervor, der im Interesse der pergamenischen Könige in Galatien gewirkt habe. Die Korrespondenz sei so gut wie möglich geheim gehalten worden, damit sich die Römer kein Beweismaterial gegen die Attaliden zu verschaffen vermochten. Prusias II. aber sei bestrebt gewesen, den Römern ebendiese Beweise zu verschaffen.

### Letzte Regierungsjahre und Tod
Dass nach dem aggressiven Auftritt des Sulpicius Galus ein gewisser Stimmungswechsel im Verhältnis mancher griechischer Staaten zu Pergamon eintrat und sich Eumenes II. wieder größerer Zuneigung der Hellenen erfreuen konnte, belegen u. a. seine sich verbessernden Beziehungen zur Seemacht Rhodos, die nach der Niederlage des Perseus von den Römern politisch weitgehend kaltgestellt worden war. Der pergamenische König finanzierte Getreidelieferungen für Rhodos und versprach, für eine marmorne Ausschmückung des Theaters auf der Insel aufzukommen. Auch machte er in Delphi und Milet Stiftungen. Den Römern wiederum erschien er wohl nach dem Tod Antiochos’ IV. (164 v. Chr.) und dem damit verbundenen Ende der freundschaftlichen Beziehungen zwischen den Attaliden und Seleukiden als eine nicht mehr so gefährliche potentielle Bedrohung.
Über die letzten Regierungsjahre des pergamenischen Königs liegen aufgrund des lückenhaften Erhaltungszustands der entsprechenden Partien in Polybios’ Geschichtswerk nur wenige Informationen vor. Prusias II. sandte jedenfalls im Winter 160/159 v. Chr. erneut Gesandte nach Rom, um Eumenes II. zu verklagen. Auf seine Initiative hin kamen auch Abgeordnete der Galater und kleinasiatischer Städte, um seine Anschuldigungen zu unterstützen. Attalos reiste wiederum zur Verteidigung seines Bruders an. Der Senat verwarf die nun auch gegen Attalos erhobenen Beschwerden und bewies ihm weiterhin seine Freundschaft, während er bei seiner feindlichen Einstellung gegenüber Eumenes II. blieb.
Eumenes II. ernannte Attalos II. 160 oder 159 v. Chr. zum Mitregenten und starb 158 v. Chr. Demgemäß folgte ihm Attalos II. auf den Thron und regierte über das Pergamenische Reich bis zu seinem Ableben 138 v. Chr., woraufhin Attalos III., der wahrscheinlich ein Sohn von Eumenes II. war, die Herrschaft übernahm. Polybios würdigte in seinem Nachruf Eumenes II. als bedeutenden Politiker.

### Kultur- und Religionspolitik
Unter Eumenes II. erlebte das Pergamenische Reich, das er bedeutend vergrößerte, eine Blütezeit. Er war der eigentliche Begründer des pergamenischen Königskults und wurde nach seinem Tod konsekriert. Während seiner Regierung erhielt die Hauptstadt Pergamon durch die von ihm veranlasste Errichtung zahlreicher Bauten ihr eigentliches Gepräge und wurde ein kulturelles Zentrum der hellenistischen Welt mit intellektueller Anziehungskraft. So veranlasste er den Bau des monumentalen Pergamonaltars und erweiterte die vielleicht schon von seinem Vater Attalos I. gegründete bedeutende Bibliothek. Hierdurch rivalisierte er mit den Ptolemäern in der Pflege der Wissenschaft und verkehrte selbst gern mit Gelehrten und Dichtern. Belegt ist unter anderem auch seine Stiftung eines Museums für plastische Kunstwerke und der von ihm veranlasste Bau einer großen Festungsmauer.
Die Präsentation der Sieghaftigkeit der Attaliden, so auch von Eumenes II., in Bildstiftungen, etwa der Aufstellung von Siegesmonumenten, gehörte ebenfalls zur königlichen Kulturpolitik. Die Könige stellten sich als Barbarenbezwinger und Schutzherren der Griechen dar. Diese Sieghaftigkeit wurde von ihnen auch durch die Verleihung des neuen Beinamens Nikephoros („die Siegbringende“) an die Göttin Athena, der sie ihre Siege zuschrieben, und die Stiftung des Festes der Nikephoria ausgedrückt. Eumenes II. erweiterte dieses Fest 182 v. Chr. zu einem panhellenischen Kranz-Agon, bei dem verschiedenartige Wettkämpfe stattfanden. Ab 181 v. Chr. konnten alle Griechen alle vier Jahre einmal daran teilnehmen.
Eumenes II. stellte sich in die Tradition der Attaliden, die pergamenische Mythentradition bildlich darstellen zu lassen. Wie auch andere Herrscherhäuser ihre Dynastie auf Götter oder Heroen zurückführten, betrachteten die Attaliden Telephos als ihren mythischen Ahnherrn. Die pergamenische Sagenversion dieses Helden, der Pergamon gegründet haben soll, ließ Eumenes II. in einer Bilderfolge auf dem Telephos-Fries des Pergamonaltars wiedergeben.
Ferner betrieb Eumenes II. eine intensive Stiftungstätigkeit in anderen griechischen Städten wie Athen, Delphi, Milet, Rhodos und Kalauria, die er sich hiermit verpflichtete. So ließen Eumenes II. und Attalos II. Säulenhallen am Dionysostheater und an der Agora in Athen erbauen. Zuwendungen konnten auch in Form von Geldleistungen an Städte zur Versorgung der Einwohner oder der Bezahlung von Gymnasien erfolgen. Die Athener widmeten Eumenes II. Ehreninschriften und errichteten ihm eine Kolossalstatue. Die Aitoler setzten ihm ebenfalls eine Statue in Delphi und lobten seine Freigebigkeit gegenüber den Hellenen. Auch viele andere Griechen feierten Eumenes II. als Wohltäter (Euergetes).